# Admontita
L'admontita és un mineral de la classe dels borats. Rep el seu nom de la localitat on va ser descoberta l'any 1978, a prop d'Admont, Àustria.

## Característiques
L'admontita és un nesoborat de fórmula Mg₂[B₆O₇(OH)₆]₂·9H₂O. Cristal·litza en el sistema monoclínic formant cristalls pobrament desenvolupats o corroïts, allargats i aplanats, d'aproximadament 1 mm. La seva fractura és concoidal i no s'observa exfoliació. La seva duresa a l'escala de Mohs oscil·la entre 2 i 3. Abans del seu descobriment en estat natural havia estat fabricada artificialment. Segons la classificació de Nickel-Strunz, l'admontita pertany a «06.FA: Neso-hexaborats» juntament amb els següents minerals: aksaïta, mcallisterita, rivadavita i teruggita.

## Formació i jaciments
Se n'ha trobat admontita en uns dipòsits de guix a Schildmauer, (Admont, Àustria). Se'n troba associada a altres minerals com: quars, pirita, löweïta, hexahidrita, guix, eugsterita i anhidrita.